# Lophocampa longipennis
Lophocampa longipennis är en fjärilsart som beskrevs av Paul Dognin 1908. Lophocampa longipennis ingår i släktet Lophocampa och familjen björnspinnare. Inga underarter finns listade i Catalogue of Life.